# Балаково

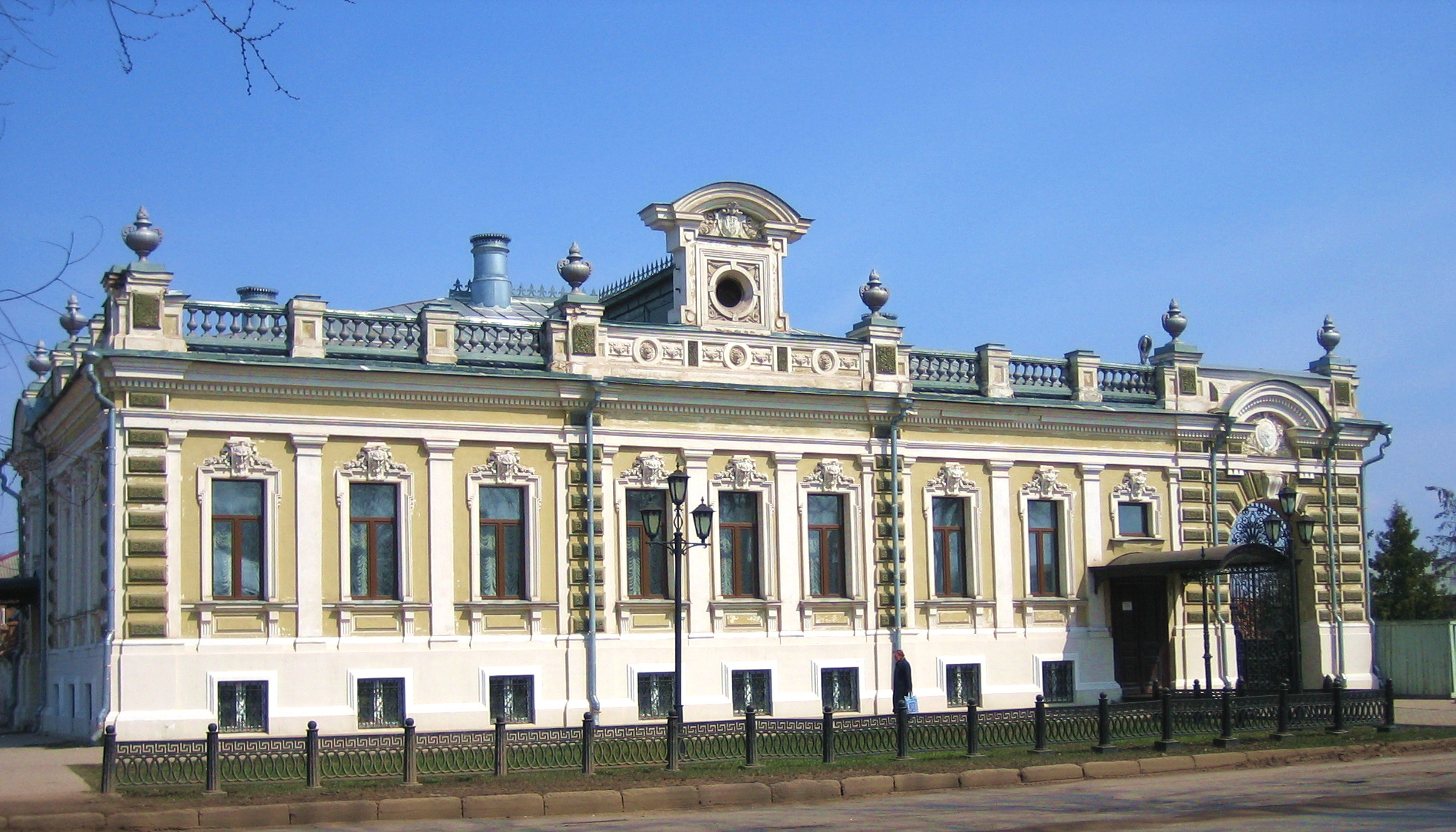
Садиба Паїсія Мальцева у Балакові

Балако́во (рос. Балако́во, тат. Балакау, Balakau) — місто в Росії, адміністративний центр Балаковського району Саратовської області.

## Назва
Існують різні припущення щодо походження назви. На офіційному сайті міста наводять такі:
- від укр. балакати, балакать чи запозиченого до російської мови слова балакать;
- від укр. і рос. бурлак – так у Росії тих часів називали найманих робітників, що тягнули річкові кораблі проти течії та нібито зупинялися у цих місцях на перепочинок;
- від тат. балык, balıq, що перекладається як риба – нібито, через значну кількість риби в околицях.

## Історія
Уперше поселення на цих землях згадується у 1738 році. У Петербурзі збереглися документи, датовані цим роком, де йдеться про татарське поселення Балаков Юрт (тат. Балакау Юрт, Balakau Yurt), що нібито знаходилося за 2 версти від Волги, у межах козацьких володінь на волзьких луках.
Уважається, що місто було засноване 1762 року старовірною громадою, що повернулася з вигнання. 14 грудня 1762 року Катерина ІІ видала маніфест, який закликав розкольницькі громади, що виїхали до Польщі, вертатися до Російської Імперії та селитися на Поволжжі. Нові поселенці заснували на берегах Волги низку невеликих слобідок, зокрема й село Балаково.
До 1913 року село значно розширило свої межі, у кілька разів зросла його промисловість, і Балаково було перетворено на місто. У ті часи Балаково славилося так званою хлібною пристанню. Балаково займало друге місце у хлібній торгівлі після Самари.
Місто переживало добу особливого процвітання у повоєнні роки.

## Культура
У місті 3 музеї, театр, міська виставкова зала, 4 кінотеатри, понад 60 бібліотек, понад 30 шкіл, гімназій і ліцеїв, 12 вишів, їх філій і представництв.

### Радіостанції
1. 96,2 Радио Ваня
2. 96,6 Монте-Карло
3. 98,4 Радио Maximum
4. 98,8 Наше радио(план)
5. 99.2 Дорожное радио
6. 99.6 Первое Балаковское радио
7. 100.0 Ретро FM
8. 100,4 план
9. 101.7 план
10. 102.4 призупинено Хит FM
11. 103.3 Радио Дача
12. 103.7 Юмор FM
13. 104.2 Лав радио
14. 105.0 Радио
15. 105.5 Авторадио
16. 106.0 Русское радио
17. 106.5 DFM
18. 107.0 Шансон
19. 107.4 Радио для двоих
20. 107.8 Европа+раніше Энерджи

## Промисловість
У місті найбільшими промисловими підприємствами є:
- Балаковська АЕС
- Саратовська ГЕС
- Завод «Аргон»

## Особистості
У місті народилися:
- Анісімова Ольга Вікторівна (нар. 1972) — радянська та російська біатлоністка.
- Коваленко Андрій Миколайович (нар. 1970) — радянський та російський хокеїст, нападник.
- Лебедєв Євген Олексійович (1917—1997) — російський театральний і кіноактор, театральний викладач.
- Суботіна Антоніна Іванівна (1924—2013) — українська скульпторка.
- Майданов Денис Васильович (нар. 1976) — російський співак.